# لودفيغ برانز
لودفيغ برانز (بالألمانية: Ludwig Bruns)‏ هو طبيب أعصاب ألماني، ولد في 25 يونيو 1858 في هانوفر في ألمانيا، وتوفي بنفس المكان في 9 نوفمبر 1916.